# マイケル・ユチャク
マイケル・ユチャク （Michael Yurchak、1971年12月20日 -） は、アメリカ合衆国の俳優・声優。カリフォルニア州・ロサンゼルス出身。

## 出演作品

### テレビドラマ
- マッドメン - デニス・ミッチェル

### テレビアニメ
- NARUTO -ナルト- 疾風伝 - トビ
- ポケットモンスター ダイヤモンド&パール - バク

### ゲーム
- ディノ クライシス3 - パトリック
- グランド・セフト・オート・リバティーシティ・ストーリーズ - ビル（マック・ギーク）
- エンド ウォー
- ロードオブザリング：コンクエスト - エルフ・オフィサー #1
- ラチェット&クランク FUTURE2 - バラード #3
- ソニック フリーライダーズ - ジェット・ザ・ホーク
- L.A.ノワール - 巡査・エメット・キャンベル
- スカイランダース スパイロズ・アドベンチャー - ユゴー
- Saints Row: The Third - 追加の声